# مكتبة سنغافورة الوطنية

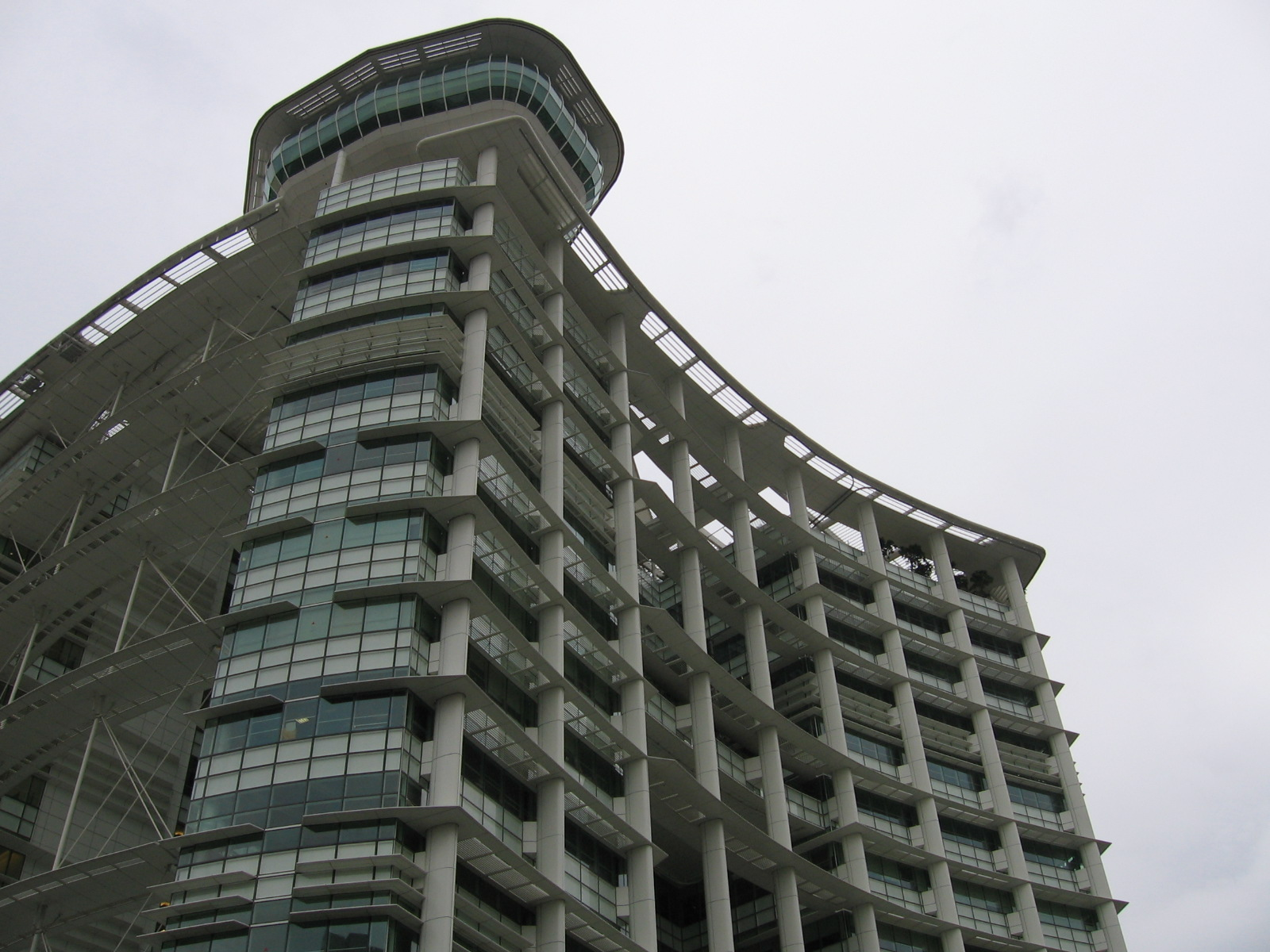

مكتبة سنغافورة الوطنية (新加坡國家圖書館) مكتبة وطنية بنيت على جنبات طريق ستامفورد (史丹福路)
في سنغافورة سنة 1960، أغلقت في 2004 رسميا، ثم أعيد بناؤها عام 2005.
في سنغافورة هذا البلد الذي يبلغ تعداد سكانه الخمسة ملايين نسمة نصفهم تقريبا مهاجرون أجانب يوجد مكتبة وطنية لها 24 فرعا عباره عن مكتبات عامة منتشرة في أنحاء الدولة التي لا تتجاوز مساحتها الـ 660 كيلومتر مربع.
والمدهش حقا أن عدد أعضاء المكتبة يبلغ أكثر من مليوني عضو، يستعيرون أكثر من 33 مليون كتاب في العام، فيما يزور هذه المكتبة 36 مليون شخصا في السنة، وتضم أكثر من 8.5 ملايين كتاب لأكثر من 1.5 مليون عنوان، ويزور المكتبة سنويا عبر الإنترنت أكثر من 8.1 ملايين شخص.
تاريخ عريق
ومن القضايا المميزة في عمل المكتبة هو ذلك النظام الخاص بإعادة الكتب المستعارة، حيث لا يشترط إعادة الكتاب المستعار إلى نفس المكتبة التي استعرته منها، حيث يمكنك اعادته إلى أقرب مكتبة أو إعادته بشكل آلي عبر أجهزة إلكترونية وضعت لهذا الغرض في مناطق عدة، وبحسب مسؤولي المكتبة فإن 47.4 مليون كتاب تتم إعادتها بشكل آلي.
أما تاريخ المكتبة الوطنية في سنغافورة فقديم جدا ويعود إلى العام 1823 م، حيث أنشئت هذه المكتبة لتكون داعما ومساندا للمؤسسة التعليمية. وارتبطت المكتبة ارتباطا وثيقا بالسير ستامفورد رافلز "Sir Stamford Raffles" مؤسس سنغافورة الحديثة، وهذا الرجل كما يقول مسؤولو المكتبة وبالرغم من انه كان ذا خلفية تجارية الا انه كان يؤمن بالفرص التي يتيحها التعليم للفقراء.
سند تعليمي
بعد فترة وجيزة من تأسيس سنغافورة، اقترح رافلز إنشاء مؤسسة تعليمية، وتصور أن هناك حاجة إلى مكتبة لدعم الأهداف التعليمية لهذه المؤسسة، وعلى هذا الأساس وضعت البذرة الأولى للمكتبة الوطنية.
واستغرق بناء المكتبة قرابة 14 عاما من 1823 إلى 1837، حيث اكتمل بناء المكتبة وعين الدكتور روبرت موريسون (Dr. Robert Morrison) مسؤولا للمكتبة، وساهم مساهمة فاعلة في تطويرها والارتقاء بها.
وفي بداية عهد المكتبة كان دخولها مقتصرا على الطلاب والموظفين ولم يكن مجانينا، فقد كان يتعين على زائر المكتبة دفع رسوم شهرية مقدراها 25 سنتا في الشهر، وكانت تفتح أبوابها للزوار خلال أوقات الدوام الرسمي.
وفي 22 يناير 1845 تم افتتاح المكتبة بشكل رسمي. وفي الوقت الراهن فإن الانضمام لعضوية المكتبة متاح للسنغافوريين بمختلف أعمارهم وتحديدا من سن السابعة وفقا لشروط معينة، حيث يشترط لقبول عضوية الفئة العمرية من 7 إلى 14 سنه ابراز بطاقاتهم المدرسية، أما الذين تتراوح أعمارهم بين 15 وما فوق، فتقبل العضوية بمجرد تقديم بطاقة الهوية الوطنية. ولم يعد هناك نظام اشتراك شهري للسنغافوريين، لكن يتيعن عليهم دفع رسوم تسجيل لا تسترد قدرها 10.50 دولارات أميركية. وتتيح المكتبة العضوية للأجانب، ولكن بشروط مختلفة قليلا، وفي عام 1849 تم توسيع المكتبة، وتم ربطها بإدارة المتاحف ومنذ 16 يوليو 1874 أصبحت تعرف باسم مكتبة ومتحف رافلز.
أحداث تاريخية
كانت المكتبة تتألف من مكتبة مرجعية، ومكتبة الإعارة وقاعة للمطالعة، وبلغ عدد زوارها في العام 1875 أكثر من 4000، أغلبهم من ضباط البحرية، والمسافرين العابرين، أما السكان المحليون فقد كانوا قليلي الزيارة إلى المكتبة. وسعى القائمون على المكتبة الوطنية، منذ أيامها الأولى، إلى تعزيز ما لديها من كتب بمجموعة من الكتب والمخطوطات النادرة، خصوصا من تراث سنغافورة وماليزيا والمنطقة المجاورة. وحصلت المكتبة على بعض التبرعات في تلك السنوات المبكرة من الكتب من أمناء مكتبة ومتحف فيكتوريا بأستراليا.
وفي 12 أكتوبر 1887، افتتح حاكم سنغافورة السير فريدريك ويلد Sir Frederick Weld رسميا المبنى الجديد للمكتبة ومتحف رافلز، كما تم تعيين الدكتور ر. هانتيش Dr. R. Hanitsch من جامعة ليفربول، منسقا جديدا للمكتبة في يونيو 1895 وأصبح أول مدير للمكتبة ومتحف رافلز في سبتمبر 1908.
وقد ساهم هذا المدير بشكل ملحوظ في تطوير المكتبة حتى أصبحت من أوائل المكتبات التي تجري مسحا للزوار، وشكلت مجموعة من المؤرخين في سنغافورة وقامت بنشر كتاب تضمن ترقيما لجميع مقتنياتها. وحسب التقرير السنوي للعام 1930، فقد نمت المكتبة نتيجة لعدد من المبادرات، أبرزها زيادة عمليات الشراء، وإعادة تنظيم الاقسام، وتوزيع النشرات الفصلية حول العناوين الجديدة، فضلا عن الإعلان الدوري لقوائم المقتنيات الجديدة في الصحف المحلية. وفي عام 1932، تم تشكيل القسم القانوني الذي يضم جميع المنشورات على التشريعات والقوانين والمراسيم من مستوطنات المضيق والولايات الماليزية والجرائد الحكومية وجميع المطبوعات ذات الطابع الرسمي. ولا تزال هذه المواد موجوده ويمكن العثور عليها في المكتبة
صرح
قبل أسبوعين من سقوط سنغافورة على يد قوات الاحتلال الياباني في 15 فبراير من عام 1942، احتلت القوات البريطانية والأسترالية المكتبة وحولتها إلى محطة لإسعاف الكتائب العسكرية، فتم إغلاق المكتبة إلى أن أعيد افتتاحها رسمياً في 29 أبريل 1942 بمناسبة عيد ميلاد الإمبراطور الياباني.
```
وبعد هارود تولت هيدويغ أنور إدارة المكتبة لتكون أول سنغافورية تدير المكتبة الوطنية، وتولت المنصب لأكثر من عقدين من الزمن من شهر أبريل 1960 إلى يونيو 1961 ومرة أخرى بين عامي 1965-1988.
```

وأغلقت المكتبة الوطنية في شارع ستامفورد أبوابها للمرة الأخيرة في 31 مارس 2004، وبعد ستة سنوات أعلنت الحكومة أن المبنى سيتم هدمه لإعادة تطوير المناطق الحضرية. ونظرا إلى المكانة الخاصة التي يملكها هذا الصرح في قلوب وعقول كثير من سكان سنغافورة، فقد أعيد افتتاحها بعد نصف قرن في شارع فيكتوريا بدعم من لي هونغ شيان الذي قدم منحة بـ 60 مليون دولار لتطوير المكتبة الوطنية الجديدة. وفي الوقت الراهن تخوض مكتبة سنغافورة الوطنية غمار تجربة فريدة لأتمتة المكتبة، وتحويلها بالكامل إلى مكتبة رقمية تفاعيلة متاحة للجمهور في أي مكان وفي أي وقت.